# Tancred de Taranto
Tancred de Taranto, cunoscut și sub numele de Tancred de Galileea, (n. 1075 - d. 12 decembrie 1112) a fost un conducǎtor normand din dinastia Hauteville al primei Cruciade, devenit principe de Galileea (1099 - 1101, 1009 - 1112) și regent în Principatul de Antiohia (1100 — 1103, 1104 — 1112).

## Originea
Tancred a fost fiul Emmei de Hauteville și al lui Eudes Bunul Marchiz. Pe linie maternă, Tancred era nepotul ducelui Robert Guiscard de Apulia și Calabria și a avut ca unchi, printre alții, pe principele Bohemund de Taranto și ducele Roger Borsa de Apulia.

## Prima Cruciadă
În 1096 Tancred s-a alăturat unchiului sǎu, Boemund în Prima Cruciadă, obținând conducerea unui detașament. Cei doi au ajuns la Constantinopol, unde, în cadrul negocierilor cu împăratului bizantin Alexios I Comnen, atunci când liderii cruciați au fost obligați să jure credință împăratului, Tancred a refuzat cu fermitate, și a traversat Bosforul, alǎturându-se armatei lorene comandate de Godefroy de Bouillon. Tancred a luat parte la cucerirea Niceei, turcii selgiucizi din oraș predându-se însă doar armatei trimise de Alexios, la 26 iunie 1097. Din acest motiv, conducătorul normand, ca și alți cruciați, au căpătat neîncredere față de bizantini. Tancred a devenit ulterior unul din liderii cruciadei care s-a împotrivit activ întoarcerii orașului în posesia Bizanțului, dar, sub presiunea majorității, a fost nevoit să se supună.
După capturea Niceeii, Tancred s-a remarcat în bătălia de la Dorylaeum împotriva turcilor selgiucizi. Mai târziu, a fost primul care, cu un detașament redus numeric, a traversat porțile Ciliciei și a cucerit Tarsosul, anihilând garnizoana musulmanǎ din oraș. Cu toate acestea, la scurt timp după aceea a sosit și Balduin de Boulogne, cu forțe mai numeroase, propunându-i lui Tancred sǎ jefuiască împreunǎ Tarsosul. Tancred a refuzat, după care oamenii săi au fost atacați de soldații lui Balduin, el fiind expulzat din oraș. Forțat să se retragă, după câteva zile, Tancred a ocupat castelul și a jefuit complet Mamistra. După ce a cucerit-o, el a așteptat momentul în care armata lui Balduin va traversa locul, și l-a atacat pe acesta. Lupta amenința să se agraveze, însǎ protestele soldaților i-au obligat pe lideri sǎ pună capăt disputei.
În timpul asediului Antiohiei din anii 1097 - 1098, Tancred (pentru o taxă de 400 mărci de argint) împreună cu detașamentul său a cucerit ruinele importante din apropierea mănăstirii și un turn strategic, blocând calea de ieșire din oraș. Când Petru Sihastrul și Guillaume de Charpentier, viconte de Melun au dezertat din tabăra cruciaților, a pornit în urmărirea lor și i-a forțat să se reîntoarcă, prevenind astfel abandonul în masǎ al soldaților.
Ulterior, Tancred a fost implicat în disputele dintre liderii cruciadei, susținându-l pe Raimond de Saint Gilles în campania sa spre Tripoli, dar mai târziu s-a certat cu Raimond (nu a fost de acord asupra sumei de bani) și a trecut de partea lui Godefroy de Bouillon, insistând la un atac imediat asupra Ierusalimului. Unitǎțile lui Tancred mărșăluind în avangarda armatei cruciate, la 13 iunie 1099 au cucerit Betleemul.
În timpul Asediului Ierusalimului, Tancred a fost printre primii care au invadat orașul (15 iulie), el disputându-și această poziție de întâietate cu Gaston al IV-lea de Béarn. Oamenii săi au început imediat să jefuiască orașul, și au însușit o bună parte din pradă. Trebuie remarcat, totuși, că el a încercat să protejeze populația civilă de agresiunea cruciaților și a dat stindardul sǎu musulmanilor refugiați în templul lui Solomon (Moscheea Al-Aqsa), pentru a arăta că ei se aflǎ sub protecția lui. În ciuda stindardului lui Tancred, toți musulmanii au fost masacrați, aceasta provocând indignarea lui .
După capturarea Ierusalimului, creștinii din Nablus, au cerut ca el sǎ le devinǎ conducǎtor. Pe drum însǎ a întâlnit avangarda armatei sarazine, care avansa în direcția Ierusalimului, și l-a avertizat pe Godfrey de Bouillon despre pericolul de atac. Cruciații au făcut fațǎ musulmanilor și, ulterior i-au învins în bătălia de la Ascalon de pe 19 august 1099.

## Regența asupra Antiohiei
În momentul constituirii Regatului Ierusalimului, Tancred a primit titulatura de principe de Galileea.
În 1100, Tancred a devenit regent în Principatul de Antiohia ca urmare a faptului că principele titular, unchiul său Bohemund I căzuse prizonier, fiind capturat de danișmenizi în bătălia de la Melitene. Pe parcursul ocupării acestei poziții, Tancred a extins teritoriul principatului prin cucerirea de teritorii de la bizantini, în pofida tentativelor lui Alexios I din următorul deceniu de a le readuce sub controlul Bizanțului. În 1104, el a preluat controlul și asupra Comitatului de Edessa, după ce viitorul Balduin al II-lea (pe atunci comite) căzuse captiv după bătălia de la Harran. După eliberarea lui Balduin din 1107, acesta a fost nevoit să se confrunte cu Tancred pentru preluarea controlului asupra comitatului; Tancred a fost în cele din urmă înfrânt și a revenit în Antiohia. După evenimentele de la Harran, Bohemund a plecat în Europa pentru a recruta mai mulți cruciați, lăsându-și din nou nepotul ca regent în Antiohia. Victoria lui Tancred asupra lui Radwan de Alep în bătălia de la Artah din 1105 a permis principatului cruciat recuperarea unor teritorii situate la răsărit de râul Orontes.
În 1108, Tancred a refuzat să respecte clauzele prevăzute în Tratatul de la Devol, potrivit cărora Boemund jurase fidelitate împăratului Alexios, și vreme de decenii Principatul de Antiohia a rămas independent față de Imperiul Bizantin. În 1110, el a preluat controlul asupra Crac des Chevaliers, care ulterior va deveni un important castel în Comitatul de Tripoli. Tancred a rămas ca regent în Antiohia și în numele lui Bohemund al II-lea, până la moartea sa, survenită în 1112, ca urmare a unei epidemii de tifos.
Tancred a fost căsătorit cu una dintre fiicele regelui Filip I al Franței, Cecilia de Franța, însă nu a avut niciun urmaș.
Gesta Tancredi constituie o biografie a lui Tancred scrisă în latină de către Raoul de Caen, un normand care a participat la Prima cruciadă și a servit sub Tancred și Bohemund.